# لويزا جيمس (منافسة ألعاب القوى)
لويزا جيمس (بالإنجليزية: Louisa James)‏ هي منافسة ألعاب القوى بريطانية، ولدت في 5 يوليو 1994.

## وصلات خارجية
- لويزا جيمس على موقع الاتحاد الدولي لألعاب القوى (الإنجليزية)
- لويزا جيمس على موقع أوليمبيديا (الإنجليزية)